# Geranium purpureum
Geranium purpureum é uma espécie de planta com flor pertencente à família Geraniaceae. Trata-se de uma espécie terófita cujos habitats preferenciais são os terrenos incultos e as zonas ruderais, dando-se a sua floração entre Março e Julho.
A espécie foi descrita por Domínique Villars e publicada em Histoire des Plantes de Dauphiné 1: 272., no ano de 1786.
Não se encontra protegida por legislação portuguesa ou Comunidade Europeia.
Os seus nomes comuns são: bico-de-grou, bico-de-grou-robertino, erva-de-são-roberto, erva-de-são-roque, erva-roberta e pássara.

## Distribuição
Pode ser encontrada em Europa, menos na sua parte mais a Norte. Esta espécie ocorre em Portugal continental de onde é nativa. ´No arquipélago da Madeira ocorre nas ilhas da Madeira e de Porto Santo, de onde também é nativa. Trata-se de uma espécie introduzida no arquipélago dos Açores, onde ocorre em todas as ilhas.

## Sinonímia
Segundo o The Plant List, esta espécie tem os seguintes sinónimos:
- Geranium purpureum var. littorale Rouy

A Flora Digital de Portugal aponta a seguinte sinonímia:
- Geranium robertianum subsp. purpureum (Vill.)
- Geranium purpureum Vill.
- Geranium robertianum L. raça purpureum (Vill.) Samp.
- Geranium robertianum L. var. purpureum (Vill.) Pers.